# Pastor (obispo de Palencia)
Pastor habría sido un religioso hispanovisigodo, obispo de Palencia a mediados del siglo V, entre 433 y 457, que fallecería desterrado en Orleans.

## Existencia y biografía controvertidas
Los datos biográficos sobre este obispo son escasos y no todos seguros. Se ha identificado a Pastor como uno de los dos obispos consagrados en 433 en el convento jurídico de Lucus Augusti, en Gallaecia —mencionados por Hidacio en su Chronicon— en contra de la voluntad del obispo lucense, Agresti. Si bien Palencia no formaba parte de las diócesis gallegas sino que era sufragánea de la de Toledo, en opinión de Enrique Flórez, por su situación de frontera y la inseguridad de la época, no sería de extrañar que los obispos de esta localidad fueran consagrados en Lugo y no en Toledo. En todo caso, no está plenamente seguro de su afirmación y podría ser que el obispo mencionado por Hidacio fuera otro Pastor.
Se atribuye a Pastor la autoría de un pequeño libro dogmático o símbolo. Cita el historiador Fernández del Pulgar a Honorio de Autun, que afirma:

Pastor Obispo, compuso un Libro pequeño en modo de Symbolo, que contiene casi toda la doctrina Eclesiástica por sentencias; en el qual entre las demás maldades de disensiones, que anatematiza, dexando los nombres de sus Autores, condena à los Priscilianos, con el Autor, Obispo Prisciliano, que les diò nombre.

De hecho, las primeras noticias son de finales del siglo V. Genadio de Marsella en su obra da noticias de un escrito de gran calidad de un obispo hispano llamado Pastor en el que se condena y anatematiza a Prisciliano y sus seguidores. En opinión de Flórez, es muy posible que se trate del obispo de Palencia, pues esa diócesis fue una de las más exigentes en la condena de la herejía priscilianista.
Por otra parte, la ubicación de Pastor como obispo de Palencia es muy confusa, según señala Fernández del Pulgar, quien lo identifica con un santo Pastor, que consta como mártir el 30 de marzo en Orleans, entonces en la Galia, aunque los catálogos orleaneses no lo mencionan. Otros señalan a Pastor como «obispo palaciego», pero la inexistencia de un cargo similar en ese momento así como el parecido entre los términos «Palatinus» y «Palentinus», junto con sus escritos contrarios al priscilianismo servirían para demostrar que era en realidad un obispo de Palencia, donde había más presencia de esta herejía, que en la Galia u otras poblaciones con una pronunciación parecida, como Valencia. Esta opinión es compartida por Flórez, que admite que es muy fácil que se produjera el error al escribirlo y, además, dice que a pesar de que Gil González Dávila no lo menciona, no hay que hacer caso porque este autor porque «estaba poco versado en materias antiguas», y concluye que no hay otra opción para este personaje llamado Pastor que situarlo como obispo de Palencia.
Por su identificación con el santo muerto en la Galia, se afirmó que Eurico lo había desterrado de Hispania, retrasando su desaparición hasta la década de 470, pero tanto Fernández del Pulgar como Flórez coinciden en decir que Pastor fue uno de los dos obispos capturados mencionadas por Hidacio en su Chronicon en 457, después de los saqueos de Astorga y Palencia por el rey visigodo Teodorico I, luego llevados a la Galia, posiblemente a Orleans, donde murieron, lo que descarta que sus reliquias estuvieran presentes en España, como se había falsamente afirmado desde antiguo. A pesar de haber sido considerado santo por una supuesta condición de mártir, e incluido en martirologios, actualmente el Martirologio Romano no lo contempla, si bien todavía aparece en el santoral. Pastor sería así el primer obispo de Palencia del que se tienen noticias, y le sucedería Pedro.